# 135 (getal)
135 is het natuurlijke getal volgend op 134 en voorafgaand aan 136.
135 is een harshadgetal.